# Tsrār Sharīf
Tsrār Sharīf är en ort i Indien.   Den ligger i unionsterritoriet Jammu och Kashmir, i den norra delen av landet, 600 km norr om huvudstaden New Delhi. Tsrār Sharīf ligger 1 953 meter över havet och antalet invånare är 8 036.
Terrängen runt Tsrār Sharīf är huvudsakligen kuperad, men åt nordost är den platt. Runt Tsrār Sharīf är det tätbefolkat, med 790 invånare per kvadratkilometer. Närmaste större samhälle är Pulwama, 12,4 km öster om Tsrār Sharīf. Trakten runt Tsrār Sharīf består till största delen av jordbruksmark.